# Casimiro Casucci
Casimiro Casucci (Castelnuovo Berardenga, 27 marzo 1885 – Molinella, 30 marzo 1967) è stato un politico e antifascista italiano.

## Biografia
Di professione maestro elementare, visse a Bologna, dove fu dirigente della Federazione del Partito Socialista Italiano. Esponente massimalista, fu tra i membri della Direzione nazionale del partito che appoggiarono il documento Terracini per il recepimento dei 21 punti del Comintern.
Alle elezioni amministrative dell'ottobre-novembre 1920 fu eletto consigliere comunale e consigliere provinciale a Bologna. Presente alla seduta di insediamento del 21 novembre, durante la quale un'aggressione fascista causò la strage di Palazzo d'Accursio, venne arrestato il 1º dicembre con l'accusa di aver partecipato allo scontro a fuoco.
Dopo quasi un anno di carcere, il 18 novembre 1921 fu prosciolto e rimesso in libertà, ma rimase a lungo sospeso dall'insegnamento. Fu oggetto di varie aggressioni squadriste.